# ダイズ (テレビ制作会社)
株式会社ダイズは、大阪市にあるテレビ番組・映像・イベントの企画・制作を行う会社である。代表者は平井直人。

## 会社概要

### 所在地
- 〒531-0072

　大阪府大阪市北区豊崎3-10-2 アイアンドエフ梅田807

### 設立年月日
- 2004年4月1日「ダイズ」開業
- 2006年8月10日「株式会社ダイズ」会社設立[2]

### 社名の由来
「納豆のようにねばり強く マメにコツコツ丁寧に 企画のミソをご提案。

しょうゆ・豆腐と 様々に変身する大豆のごとく 皆様のご注文に 柔軟にお応えします。」ということから。

## 主な制作

### 現在
レギュラー番組
- 水野真紀の魔法のレストラン（MBS）
- よんチャンTV（MBS）
- サタデープラス（MBS）
- 情熱大陸（MBS）
- NMB48の＃エモスト（MBS）
- 卒業RECORD2025 #ソツレコ（MBS）
- 事業承継応援バラエティ アブンダンティアの風（MBS）
- 風さん桶さん　たどった先に儲けの秘密が！（MBS）
- ハイヒールの真夜中市場＋～お昼も本音でイイすぎます（関西テレビ）
- ごきげんライフスタイル よ〜いドン!（関西テレビ）
- やすとも・友近のキメツケ!※あくまで個人の感想です（関西テレビ）
- 大阪ほんわかテレビ（読売テレビ）
- 音道楽√（読売テレビ・中京テレビ）
- やすともの＃惜しコン（読売テレビ）
- 大阪43市町村を大調査！誰も知らんキング（テレビ大阪）
- 大阪を歩いて学ぶ！村上信五の地理の時間（テレビ大阪）
- コヤブのみやげ話 街ブラのオチ、先にしゃべらせてもらいます（テレビ大阪）
- 見取り図の休ミトリズ（岡山放送）
- YAMATOの元気めしキッチン！ROUND3（GAORA SPORTS）
- TAKARAZUKAあにまるハウス（宝塚歌劇専門チャンネルTAKARAZUKA SKY STAGE）
- ミタイ！シリタイ！TAKARA☆ジェンヌ（TAKARAZUKA SKY STAGE）
- TheReading～美しきことばを聴く（TAKARAZUKA SKY STAGE）

YouTube
- モモコ新聞
- 日本料理アカデミー公式YouTube「日本料理大全」
- 日本料理アカデミー公式YouTube「美味研鑽」
- 日本料理アカデミー公式YouTube「日本料理大賞」

飲食店プロデュース・コンサルタント
- レストランsincro（神戸）

### 過去
- ちちんぷいぷい（MBS）
- ミント!（MBS）
- 1万人の第九（MBS）
- 京料理、動く。～"菊乃井"村田吉弘の挑戦！京料理を世界へ～（MBS・TBS系全国ネット）
- 音舞台シリーズ（MBS）
- 真実の料理人シリーズ（MBS）
- グリーン☆一番星（MBS・BS-TBS）
- ダイドコロ☆ベジタ（MBS・TBS）
- ダイドコロ☆パスタ（MBS・TBS）
- 大阪ラーメン覇王決定戦!!（MBS）
- 京都B級グルメ覇王決定戦!!（MBS）
- 京都知新（MBS）
- 1時間でわかる和食（MBS・TBS系全国ネット）
- メッセンジャーの〇〇は大丈夫なのか？ （MBS）
- 土井善晴の美食探訪（BS朝日）
- 相席食堂（ABC）
- 千原ジュニアの輝け！KANSAI美味いもんアワード2018（ABC）
- 千原ジュニアのKANSAI紅白美味いもん合戦2019（ABC）
- 情報ライブ ミヤネ屋（読売テレビ）
- SMAP×SMAP（フジテレビ）
- 激ウマ怪盗☆有吉 ～瀬戸内の絶品グルメを狙え！3大凄腕シェフの料理をいただきます！SP～（中国放送）
- ぼっけぇガス！炎のクッキング！！（RSK山陽放送）
- ぞっこん九州（RKB毎日放送）
- 探検九州～京都スペシャル（RKB毎日放送）
- 美女と野獣が夏の京都・オススメスポットを駆け巡る！？街ラン・スペシャルin京都（テレビ静岡）
- OFLIFE（MBS・広島テレビ・テレビ山口・岡山放送）
- いたくろむらせのオンとオフ（テレビ埼玉）　等多数